# 山口県道351号油田港線
山口県道351号油田港線（やまぐちけんどう351ごう ゆだこうせん）は、山口県大島郡周防大島町を通る一般県道である。

## 概要
大島郡周防大島町大字伊保田から国道437号・山口県道60号橘東和線交点に至る。
もともとは山口県道107号伊保田橘線（1983年（昭和58年）3月18日山口県告示第274号により廃止）の一部だったが、1982年（昭和57年）の主要地方道再編により同路線の大部分が山口県道60号橘東和線に昇格したため、主要地方道に昇格しなかった部分をもって現路線が成立した。

### 路線データ
- 起点：大島郡周防大島町大字伊保田
- 終点：大島郡周防大島町大字伊保田（国道437号交点、山口県道60号橘東和線起点）

## 歴史
- 1983年（昭和53年）3月18日 - 山口県告示第270号により認定される。
- 2004年（平成16年）10月1日 - 大島郡東和町が大島郡周防大島町に移行したことにより起終点の地名が大島郡東和町伊保田→大島郡周防大島町伊保田に変更される。

## 地理

### 通過する自治体
- 山口県
  - 大島郡周防大島町

### 交差する道路
| 交差する道路                   | 交差する場所 | 交差する場所 |
| ------------------------------ | ------------ | ------------ |
| 国道437号 山口県道60号橘東和線 | 大字伊保田   | 終点         |

### 沿線
- 油田港
- 伊保田港
- 周防大島町役場油田出張所